# Dianne Fromholtz
Dianne Fromholtz Balestrat (født 10. august 1956 i Albury, New South Wales, Australien som Dianne Fromholtz) er en tennisspiller fra Australien. Hun var en af verdens bedste kvindelige tennisspillere i 1970'erne og vandt i løbet af sin karriere én grand slam-titel: damedoubletitlen ved januar-udgaven af Australian Open i 1977, hvor hun endvidere var i singlefinalen. Og hun var en del af det australske hold, der vandt Federation Cup 1974.
Fromholtz vandt 8 WTA-turneringer i single og 6 WTA-doubletitler, og hun opnåede sin bedste placering på WTA's verdensrangliste i damesingle den 19. marts 1979, hvor hun indtog fjerdepladsen.